# Trimeresurus mutabilis
Espèce
Trimeresurus mutabilis est une espèce de serpents de la famille des Viperidae. 

## Répartition
Cette espèce est endémique des îles Nicobar en Inde.

## Description
C'est un serpent venimeux.

## Taxinomie
Cette espèce a été relevée de sa synonymie avec Trimeresurus labialis par Vogel, David et Chandramouli en 2014

## Publication originale
- Stoliczka, 1870 : Observations on some Indian and Malayan Amphibia and Reptilia. Proceedings of the Asiatic Society of Bengal, vol. 1870, p. 103–109 (texte intégral).